# Oleinae
Oleinae Wallander & V. Albert, 2001 è una sottotribù di piante angiosperme appartenenti alla famiglia delle Oleaceae (tribù Oleeae).

## Etimologia
Il nome della sottotribù deriva dal suo genere tipo Olea L., 1753 che risale inizialmente al greco "élaia" e successivamente al nome latino per l'albero dell'olivo, conosciuto fin dall'antichità come simbolo di pace e di buona volontà. Il nome scientifico della sottotribù è stato definito dai botanici contemporanei Wallander e V. Albert nella pubblicazione "American Journal of Botany 88(3): 390 (2001)" del 2001.

## Descrizione

### Portamento
Il portamento delle specie di questa sottotribù è arbustivo o arboreo (piccoli alberi). Le forme biologiche prevalenti sono fanerofite cespugliose (P caesp), ossia piante perenni e legnose (alte diversi metri), con gemme svernanti poste ad un'altezza dal suolo maggiore di 30 cm con portamento cespuglioso (= molto ramoso) e fanerofite arboree (P scap), ossia piante legnose con portamento arboreo e gemme poste ad altezze dal suolo superiori ai due metri. Sono presenti sia specie spinescenti che inermi.

### Foglie

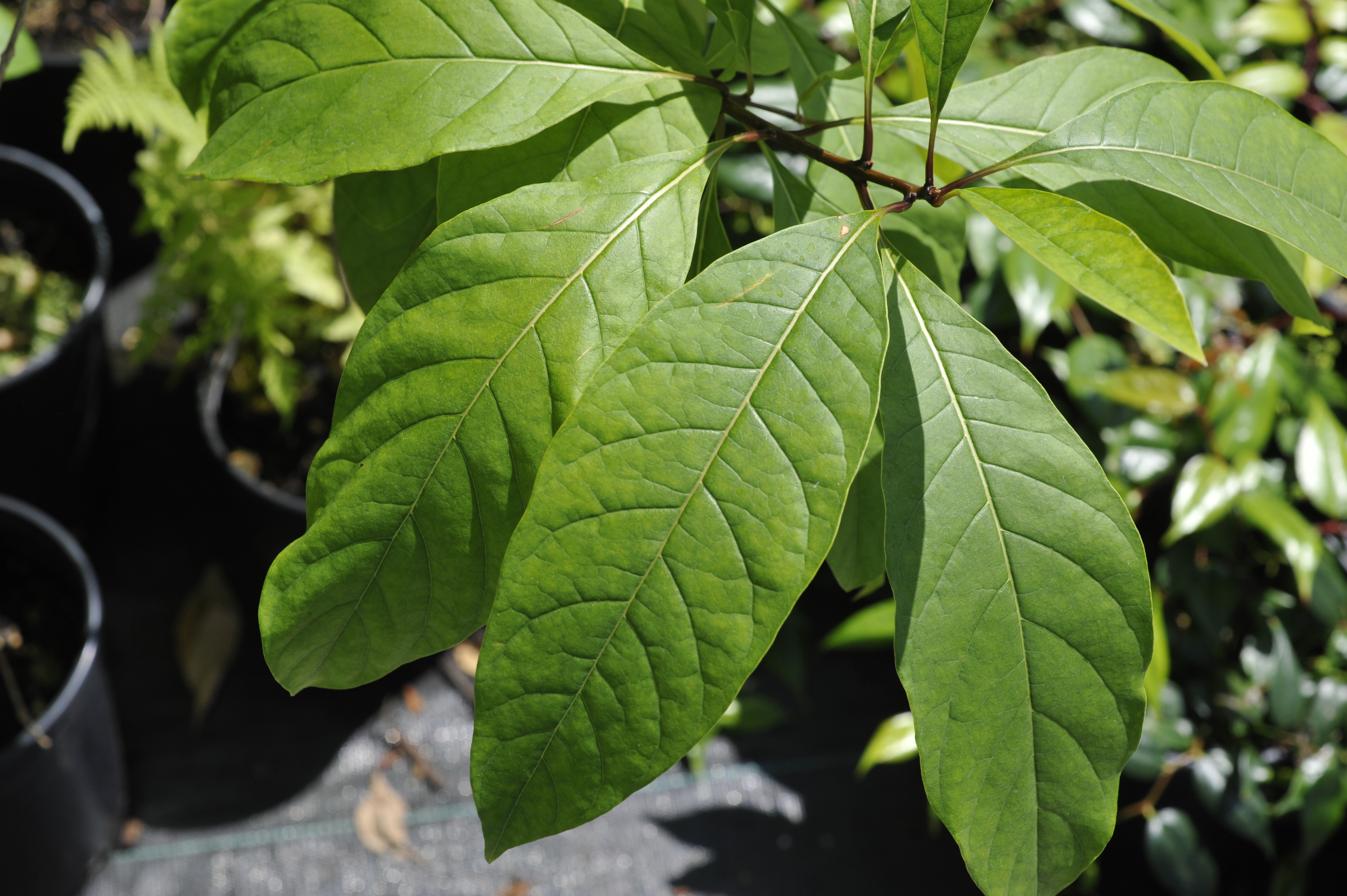
Le foglie
Chionanthus virginicus

Le foglie lungo il caule sono disposte in modo opposto, sono picciolate, sono sempreverdi o decidue (in Chionanthus) con lamina semplice (intere o dentate o più raramente seghettate). Spesso la parte abassiale è rugginoso-tomentosa. Non sono presenti stipole.

### Infiorescenze

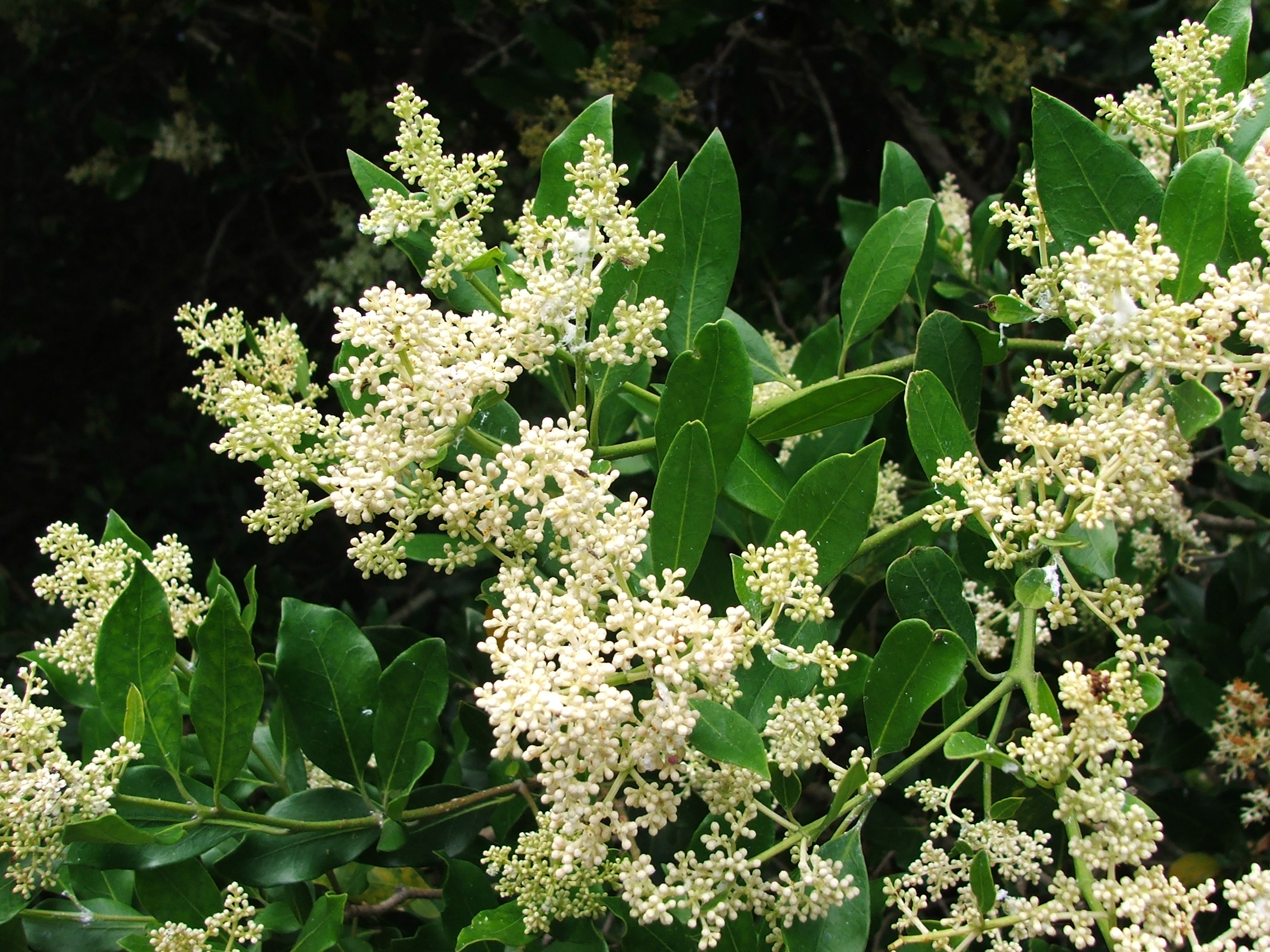
Infiorescenza
Olea capensis

Le infiorescenze sono del tipo cimoso-panicolato, fascicolato, racemoso o decussato con portamento terminale o ascellare. In Olea le infiorescenze sono costituite in prevalenza da grappoli ascellari e spesso dicotomicamente ramificati. In alcune specie (Picconia) sono presenti delle brattee persistenti all'interno dei fiori.

### Fiori

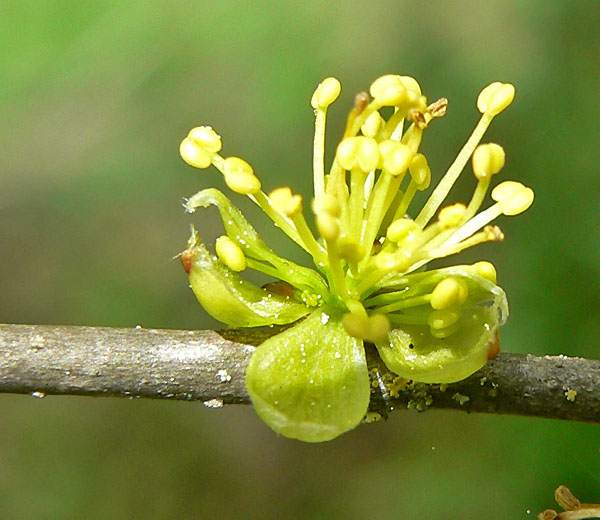
I fiori
Forestiera pubescens

I fiori sono piccoli e odorosi, ermafroditi o unisessuali, attinomorfi e tetraciclici (ossia formati da 4 verticilli: calice– corolla – androceo – gineceo) e tetrameri (ogni verticillo ha 4 elementi).
- Formula fiorale. Per la famiglia di queste piante viene indicata la seguente formula fiorale:[8][9]

* K (4), [C (4), A 2], G (2), supero, drupa.
- Il calice è gamosepalo a forma campanulata, piccolo con 4 lobi o denti. Il calice in alcune specie (Forestiera e Priogymnanthus) può essere assente.

- La corolla è gamopetala (ad eccezione della specie Hesperelaea palmeri con petali completamente liberi) , glabra e con forme più o meno da cilindriche a imbutiformi o urceolate (il tubo in genere è corto). Termina con 4 lobi valvati o a forma di cappuccio, a volte embricati. In alcune specie i petali a coppie sono uniti alla base dei filamenti staminali. A volte la corolla è assente oppure può essere ruotata. La consistenza può essere cartacea (Phillyrea). Il colore della corolla è bianco o biancastro.

- L'androceo è formato da 2 stami (o 4 in Chionanthus e Priogymnanthus) inclusi e adnati al tubo della corolla; sono sporgenti dalla corolla. Nei fiori femminili del genere Forestiera gli stami sono abortiti. Le antere sono formate da due teche con deiscenza longitudinale. Il polline è tricolpato.

- Il gineceo è bicarpellato (sincarpico - formato dall'unione di due carpelli) ed ha un ovario supero, biloculare con 2 ovuli penduli per loculo (nei fiori maschili del genere Forestiera sono rudimentali o assenti). Gli ovuli sono provvisti di un solo tegumento e sono tenuinucellati (con la nocella, stadio primordiale dell'ovulo, ridotta a poche cellule).[10] La placentazione è assile. Lo stilo è unico e termina con uno stigma capitato a lacinie intaccate.

### Frutti

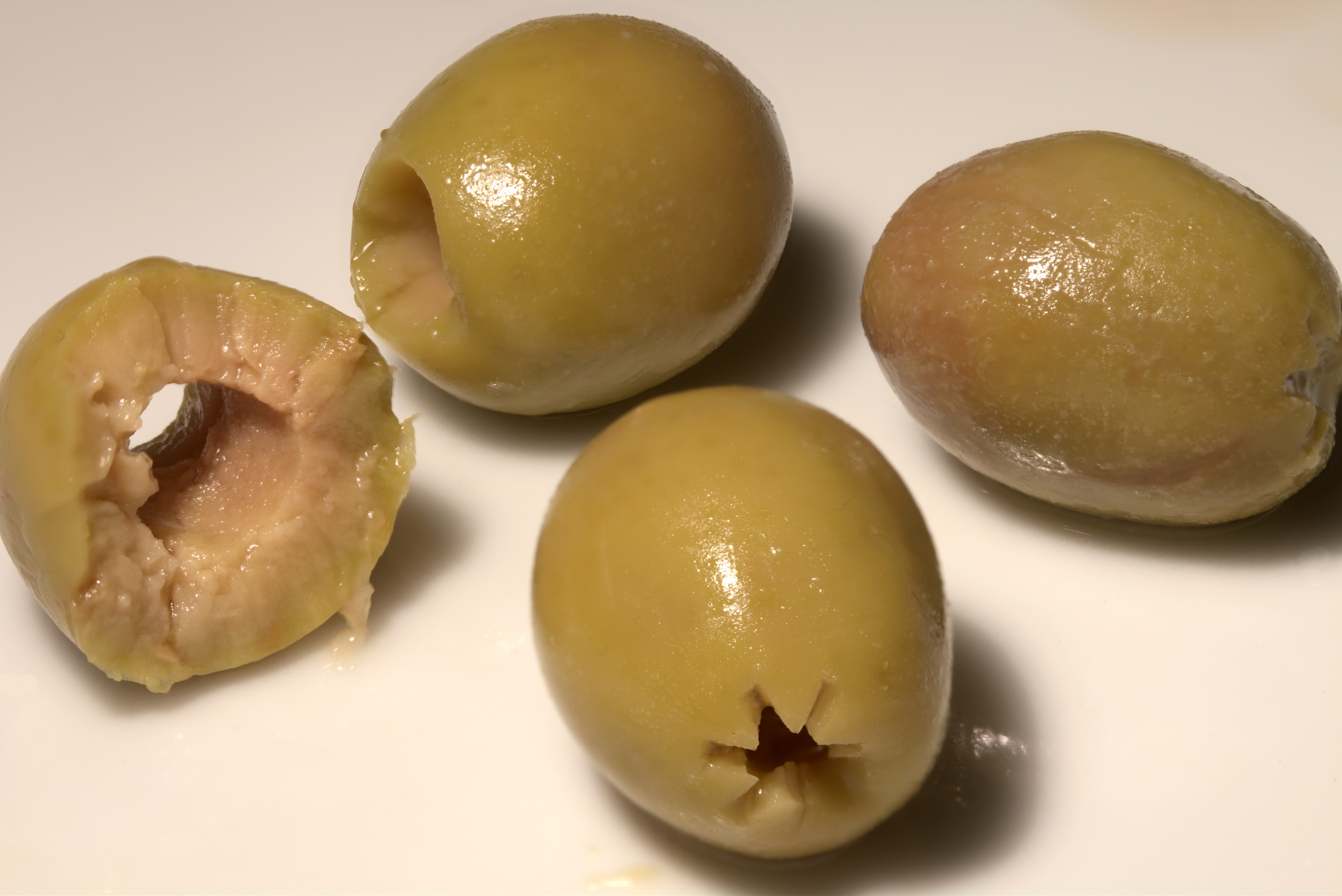
I frutti
Olea europaea

Il frutto è una drupa con mesocarpo carnoso, oleoso ed endocarpo duro (sottile in Haenianthus) con alcuni semi. La forma del frutto è ovoidale, golbosa od oblunga.

## Biologia
Le specie di questa tribù si riproducono per impollinazione mediata dagli insetti (impollinazione entomogama) o dal vento (impollinazione anemogama).
I semi cadendo (dopo aver eventualmente percorso alcuni metri a causa del vento - dispersione anemocora) a terra sono dispersi soprattutto da insetti tipo formiche (mirmecoria).

## Distribuzione e habitat
Le specie di questa tribù sono cosmopolite e vivono in habitat temperati e subtropicali (ma anche tropicali). Alcune specie (come Olea europaea - Olivo) sono presenti nel Mediterraneo.

## Tassonomia
La famiglia delle Oleaceae comprende 27 generi e circa 600 specie con distribuzione cosmopolita dalle regioni tropicali fino a quelle temperate. La sottotribù è descritta all'interno della tribù Oleeae; tribù caratterizzata dalla presenza di flavoni glicosidi, ovario con 2 ovuli penduli per loculo, vasi multipli e fibre libriformi nel legno.

### Filogenesi

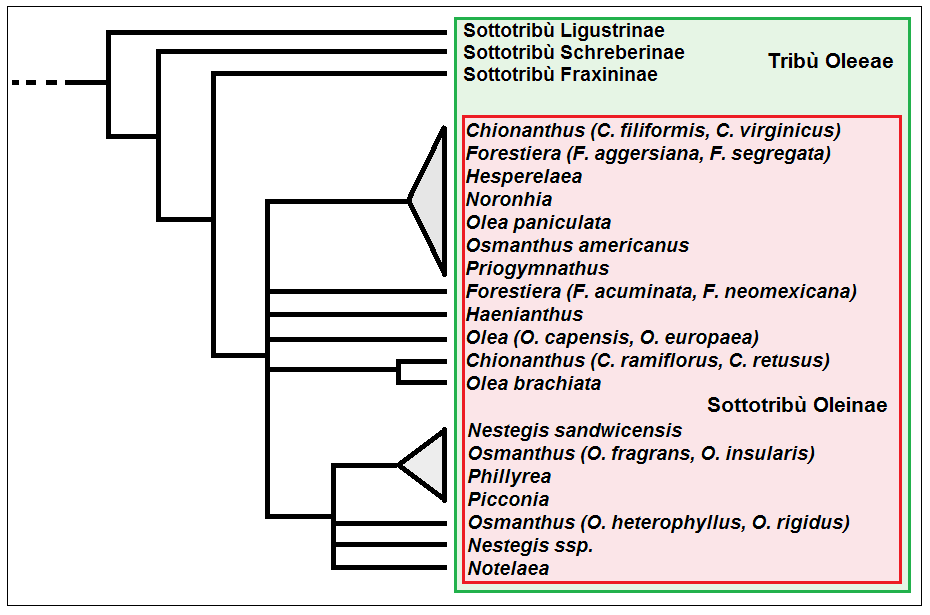
Cladogramma della sottotribù

Nell'ambito della tribù Oleeae la sottotribù Oleinae dal punto di vista filogenetico fa parte del "core" della tribù e risulta "gruppo fratello" della sottotribù Fraxininae. Oleinae forma un clade monofiletico anche se il supporto cladistico non è dei migliori. I rapporti tra i generi in questa sottotribù sono ancora difficili da chiarire e sicuramente alcuni gruppi sono parafiletici (ad esempio Olea e Osmanthus). All'interno del gruppo si possono individuare 5 generi del Vecchio Mondo più strettamente correlati quali Osmanthus (tranne O. americanus), Phillyrea, Picconia, Nestegis e Notelaea simili in alcuni caratteri anatomici del legno e delle tracheidi dendritiche.
In base a ricerche fossili un legno trovato nel Deccan datato circa 67-65 milioni di anni fa è stato identificato come Oleinae. Tuttavia per il momento questa data fossile è incompatibile con altre ricerche basate su date molecolari.
Il cladogramma tratto dallo studio citato (e semplificato) mostra l'attuale struttura filogenetica dei generi della sottotribù.

### Generi
La sottotribù comprende i seguenti generi:
- Cartrema Raf., 1838 (4 specie)
- Chengiodendron C.B.Shang, X.R.Wang, Yi F.Duan & Yong F.Li, 2020 (3 spp.)
- Chionanthus L., 1753 (141 spp.)
- Forestiera Poir., 1812 (22 spp.)
- Haenianthus Griseb., 1861 (3 spp.)
- Hesperelaea A.Gray, 1876 (1 sp., Hesperelaea palmeri A. Gray, forse estinta)
- Noronhia Stadm. ex Thouars, 1806 (106 spp.)
- Notelaea Vent., 1804 (21 spp.)
- Olea L., 1753 (12 spp.)
- Osmanthus Lour., 1790 (26 spp.)
- Phillyrea L, 1753 (2 spp.)
- Picconia DC., 1844 (2 spp.)
- Priogymnanthus P.S. Green, 1994 (4 spp.)
- Tetrapilus Lour., 1790 (21 spp.)

### Chiavi per i generi
Per meglio comprendere ed individuare i vari generi della sottotribù l’elenco seguente utilizza in parte il sistema delle chiavi analitiche (vengono cioè indicate solamente quelle caratteristiche utili a distingue un genere dall'altro).
- Gruppo 1A: i fiori sono senza perianzio, oppure sono privi di un verticillo (calice o corolla) del perianzio;

- Gruppo 2A: la corolla è presente ma molto velocemente caduca; i lobi della corolla sono finemente pelosi; il calice è assente; la distribuzione di queste specie è relativa al Sud America;

- Priogymnanthus.

- Gruppo 2B: la corolla è assente; il calice è assente o presente;

- Forestiera: l'infiorescenza è del tipo fascicolato oppure è brevemente racemosa; le drupe quando sono mature sono colorate di porpora scuro; la distribuzione di queste specie è relativa agli USA meridionali, America centrale e Indie occidentali.
- Nestegis: l'infiorescenza è del tipo decussato; il colore delle drupe a maturazione è porpora, rosso o arancio; la distribuzione di queste specie è relativa alla Nuova Zelanda e isole Hawaii.

- Gruppo 1B: i fiori sono provvisti di calice e corolla;

- Gruppo 3A: i petali della corolla sono completamente separati, clavati e spatolati; la distribuzione di queste specie è relativa al Messico;

- Hesperelaea.

- Gruppo 3B: i petali sono uniti alla base o almeno a coppie;

- Gruppo 4A: i lobi della corolla in bocciolo hanno delle forme valvate;

- Gruppo 5A: la corolla nella parte adassiale è provvista di scarse scaglie peltate; la distribuzione di queste specie è relativa alle Grandi Antille;

- Haenianthus.

- Gruppo 5B: la corolla è glabra;

- Gruppo 6A: il tubo della corolla è lungo non più di 2 mm oppure è mancante; i lobi della corolla sono riuniti a coppie alla base dei filamenti staminali;

- Gruppo 7A: le infiorescenze sono provviste di larghe semi-persistenti brattee incluse nei fiori; la distribuzione di queste specie è relativa alla Macaronesia;

- Picconia.

- Gruppo 7B: le brattee dell'infiorescenza sono piccole e non sono incluse nei fiori;

- Chionanthus: i lobi della corolla sono lunghi almeno 3 mm, altrimenti sono più lunghi; la distribuzione di queste specie è cosmopolita.
- Notelaea: i lobi della corolla sono lunghi 1,5 - 2,5 mm; la distribuzione di queste specie è relativa all'Australia.

- Gruppo 6B: il tubo della corolla è lungo 2 mm o più;

- Gruppo 8A: la corolla è provvista di una corona abbracciante gli stami;

- Noronhia.

- Gruppo 8B: la corolla è priva di una corona;

- Olea:

- Gruppo 4B: i lobi della corolla in bocciolo sono embricati;

- Gruppo 9A: la consistenza della corolla talvolta è cartacea e colorata di bianco-verdastro; l'endocarpo del frutto è sottile; la distribuzione di queste specie è relativa al Mediterraneo.

- Phillyrea.

- Gruppo 9B: la consistenza della corolla talvolta è carnosa e colorata di bianco; l'endocarpo del frutto è ossuto;

- Osmanthus: le infiorescenze sono del tipo fascicolato, panicolato o racemoso-decussate; gli stami sono 2.
- Nestegis:  le infiorescenze sono del tipo racemoso-decussate; gli stami sono 4.

### Specie italiane e europeo-mediterranee
In Italia, nella flora spontanea, sono presenti solamente tre specie di questo gruppo:
- Olea europaea L. - Olivo. In Italia è presente soprattutto nelle coltivazioni.
- Phillyrea angustifolia L. - Ilatro sottile. In Italia è presente prevalentemente al Centro e Sud.
- Phillyrea latifolia L. - Ilatro comune. In Italia è presente ovunque.

Nell'areale del Mediterraneo (in senso lato) sono presenti nella Macaronesia le uniche due specie del genere Picconia:
- Picconia azorica (Tutin) Knobl.
- Picconia excelsa (Sol.) DC.

## Usi
Di questo gruppo la specie di gran lunga più importante per l'uomo è Olea europaea L., 1753 (olivo). È utilizzato fin dall'antichità per l'alimentazione. I suoi frutti, le olive, sono impiegate per l'estrazione dell'olio e, in misura minore, per l'impiego diretto nell'alimentazione. A causa del sapore amaro dovuto al contenuto in polifenoli, l'uso delle olive come frutti nell'alimentazione richiede però trattamenti specifici finalizzati alla deamaricazione (riduzione dei principi amari), realizzata con metodi vari.

## Alcune specie

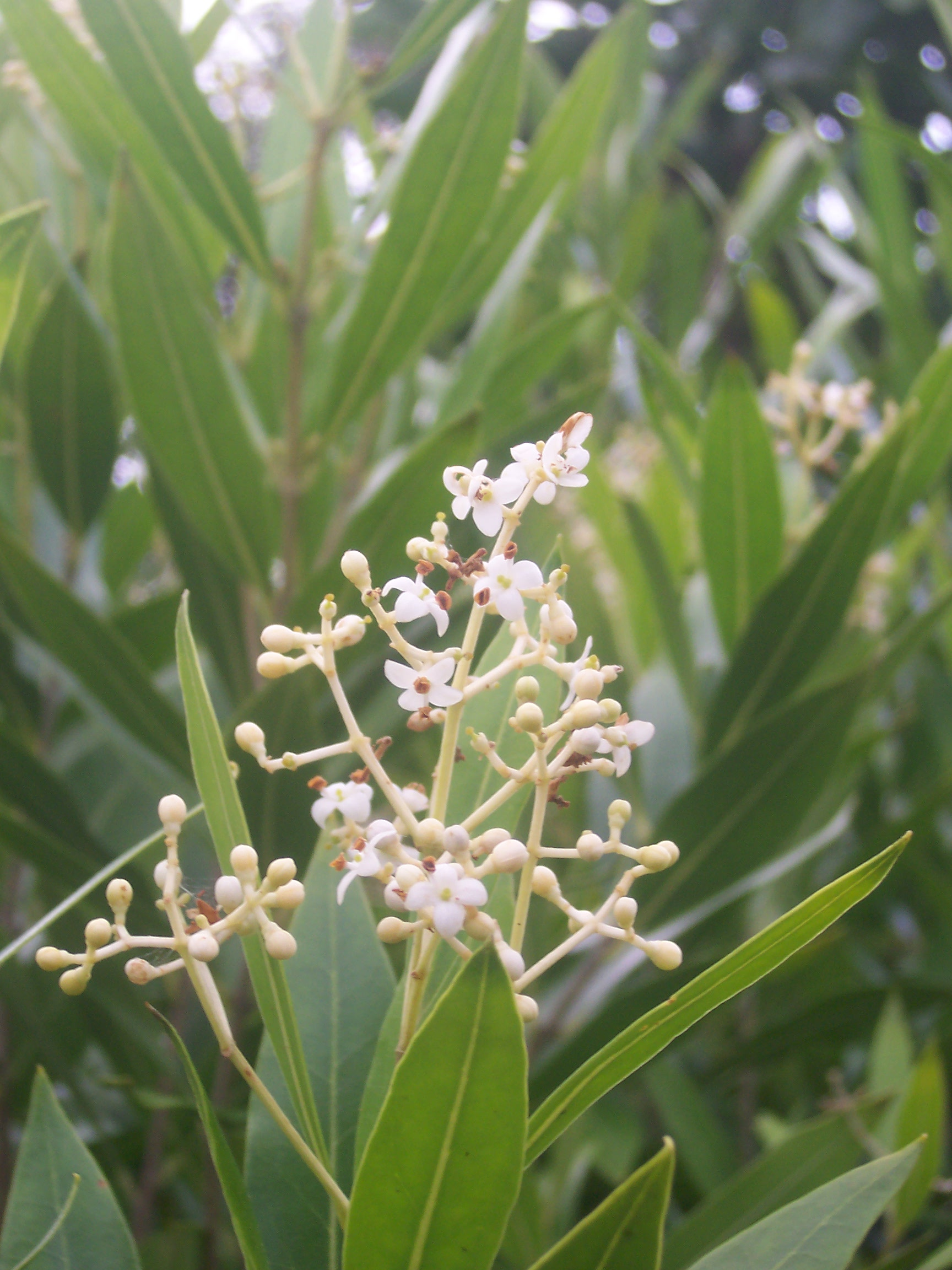
Olea lancea
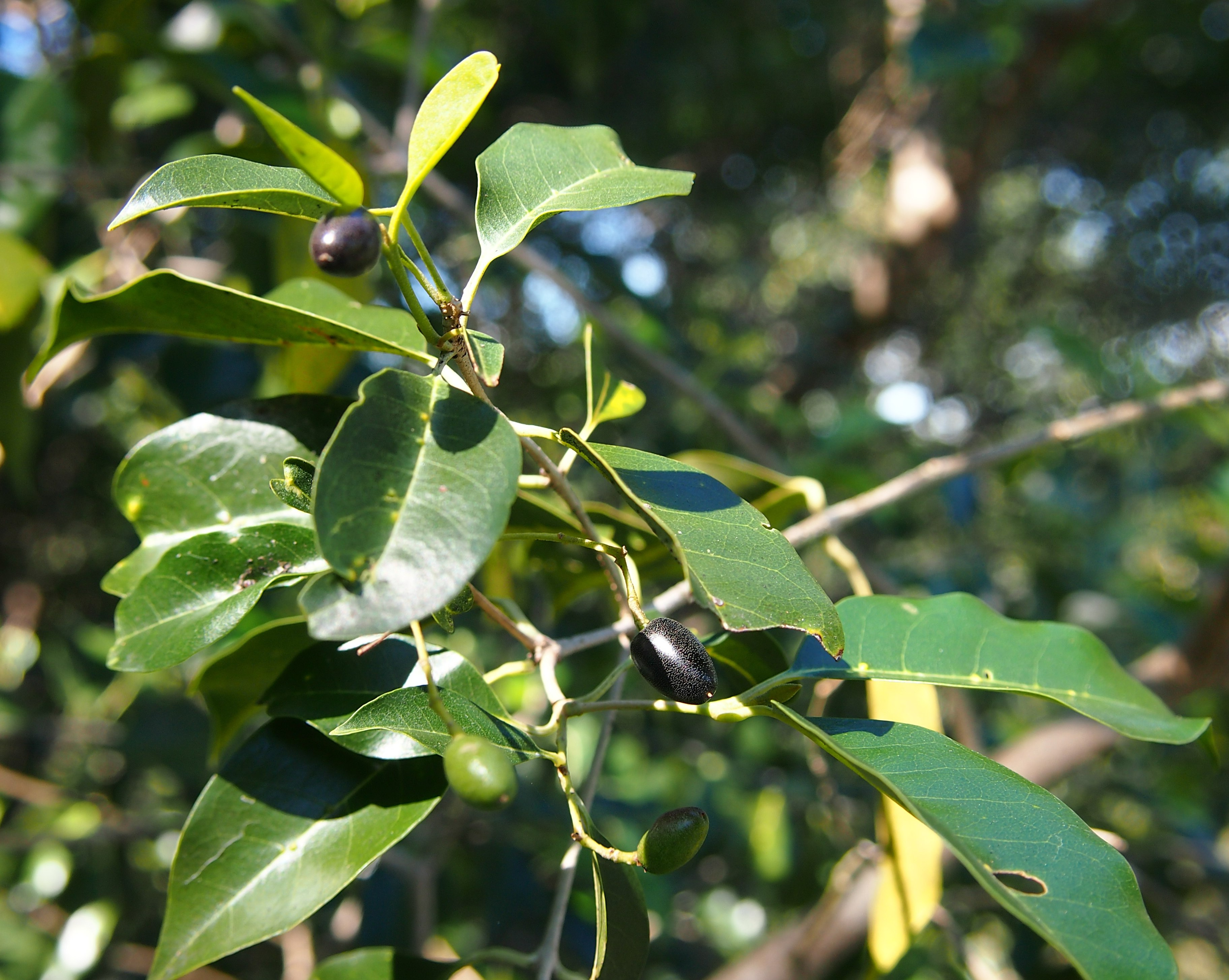
Olea paniculata
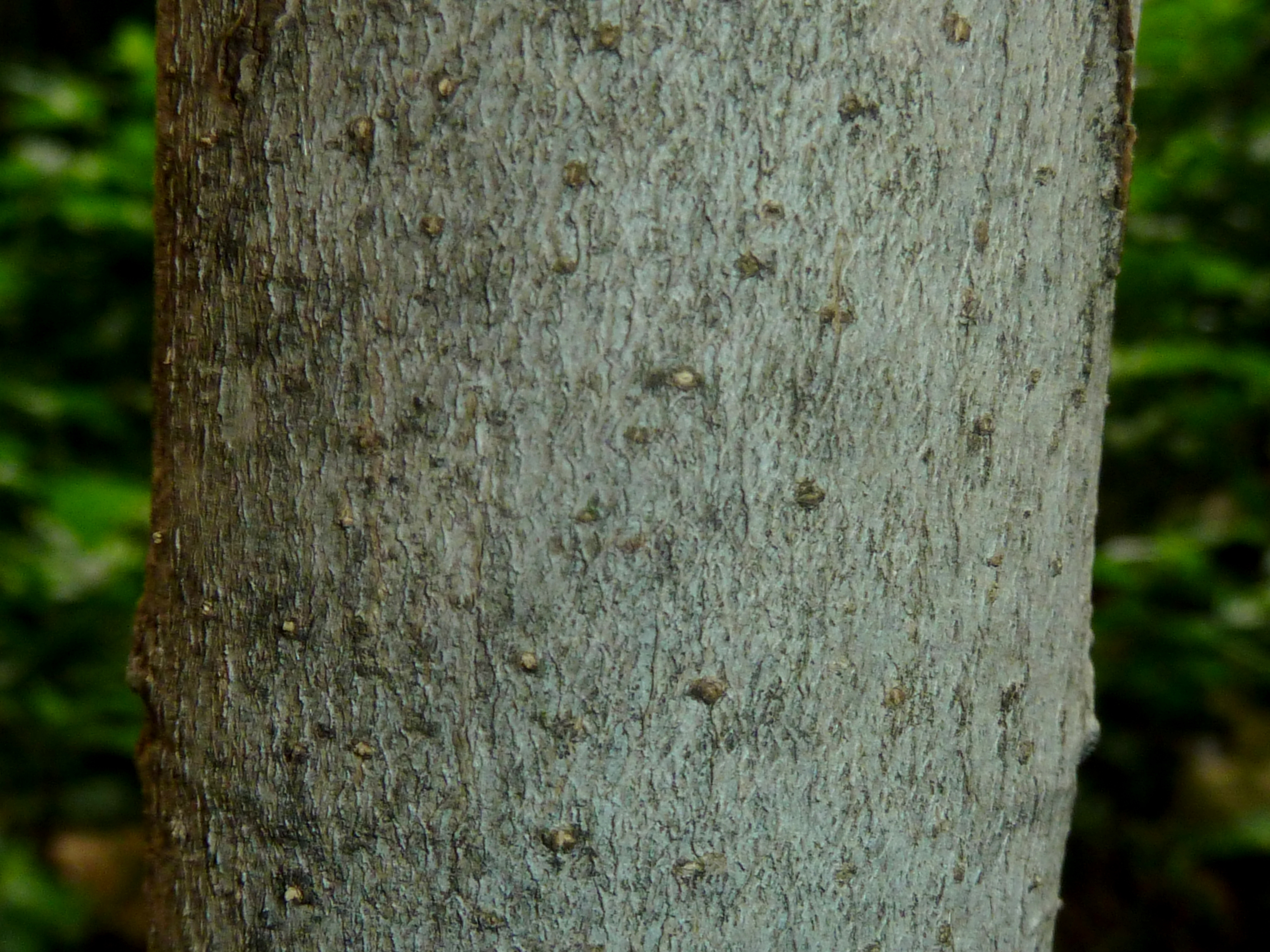
Chionanthus foveolatus
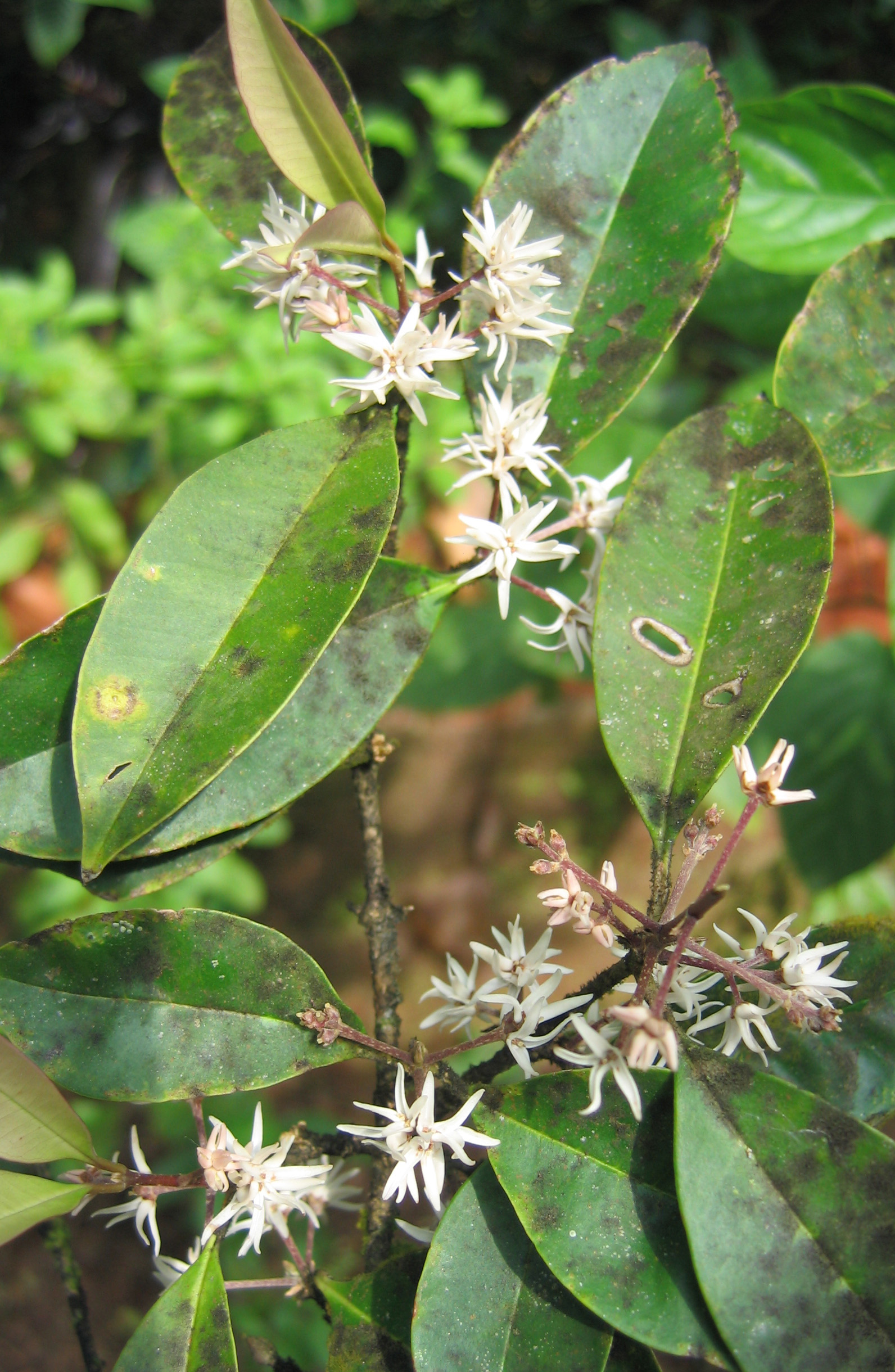
Chionanthus mala-elengi
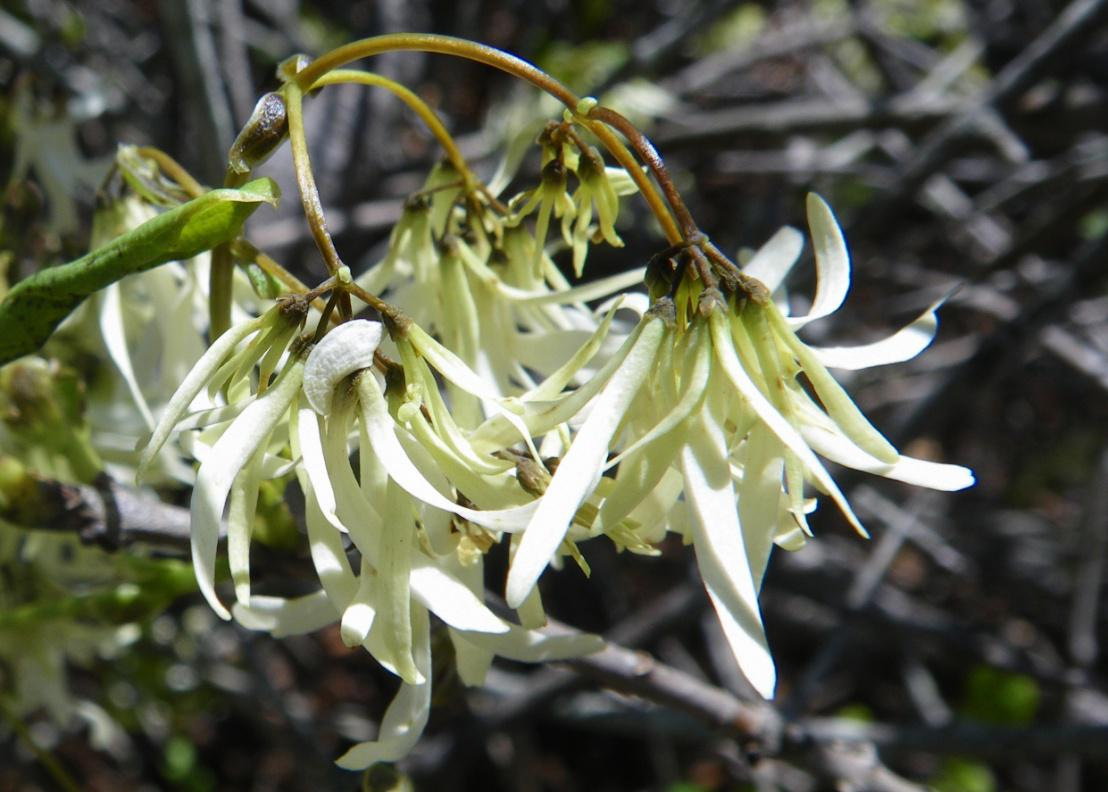
Chionanthus pygmaeus
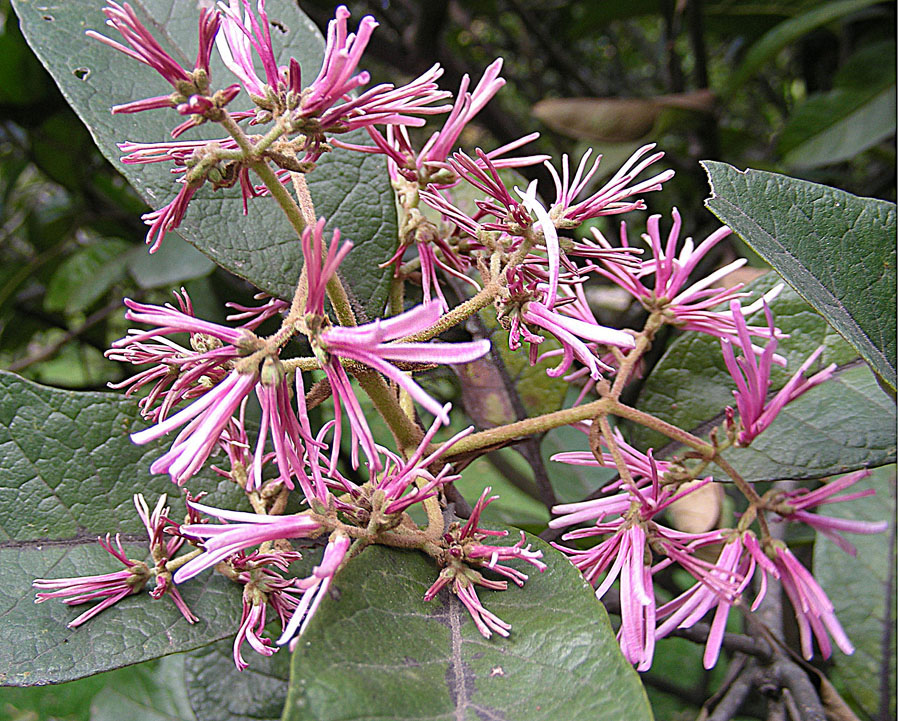
Chionanthus pubescens
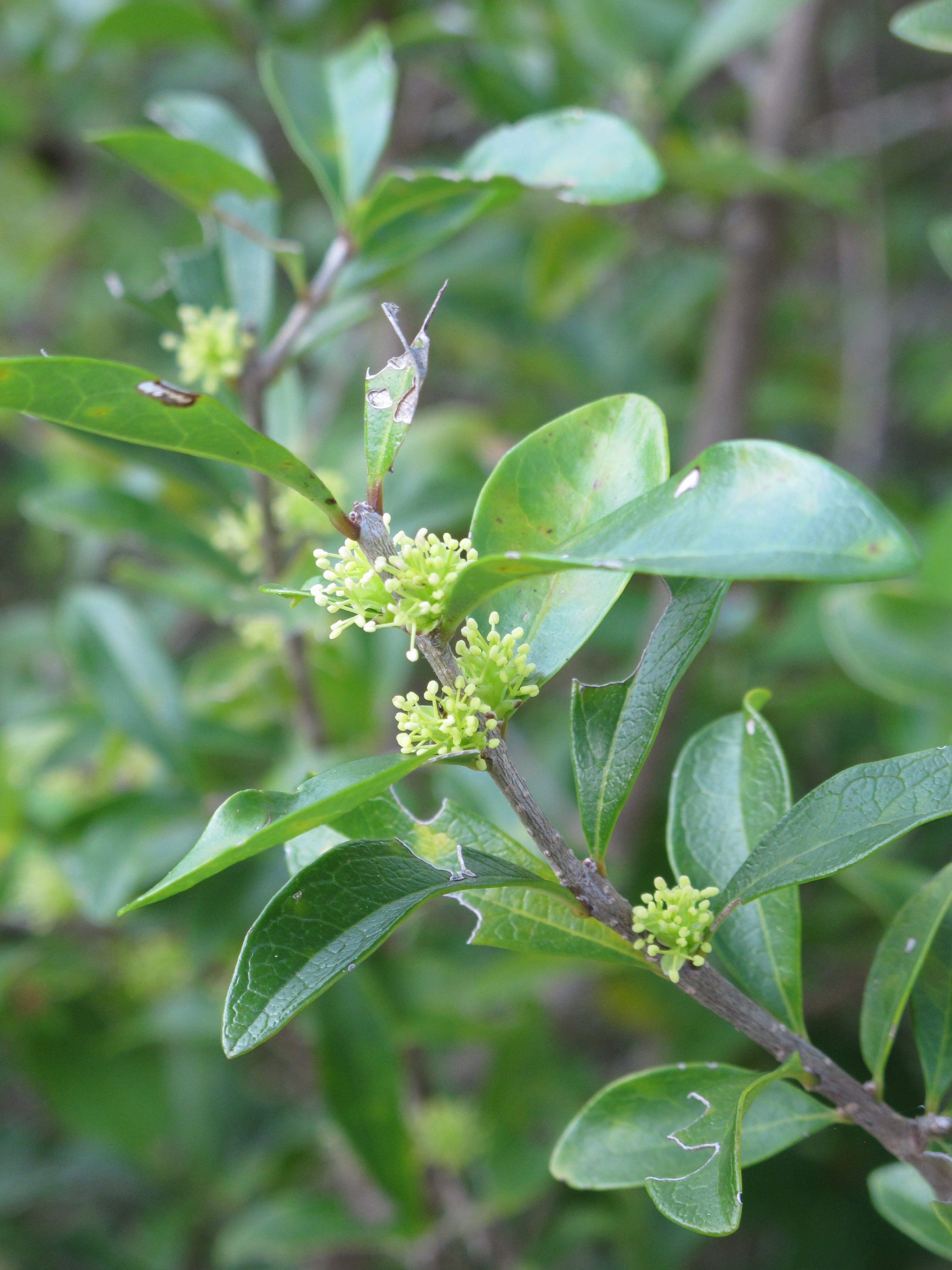
Forestiera segregata
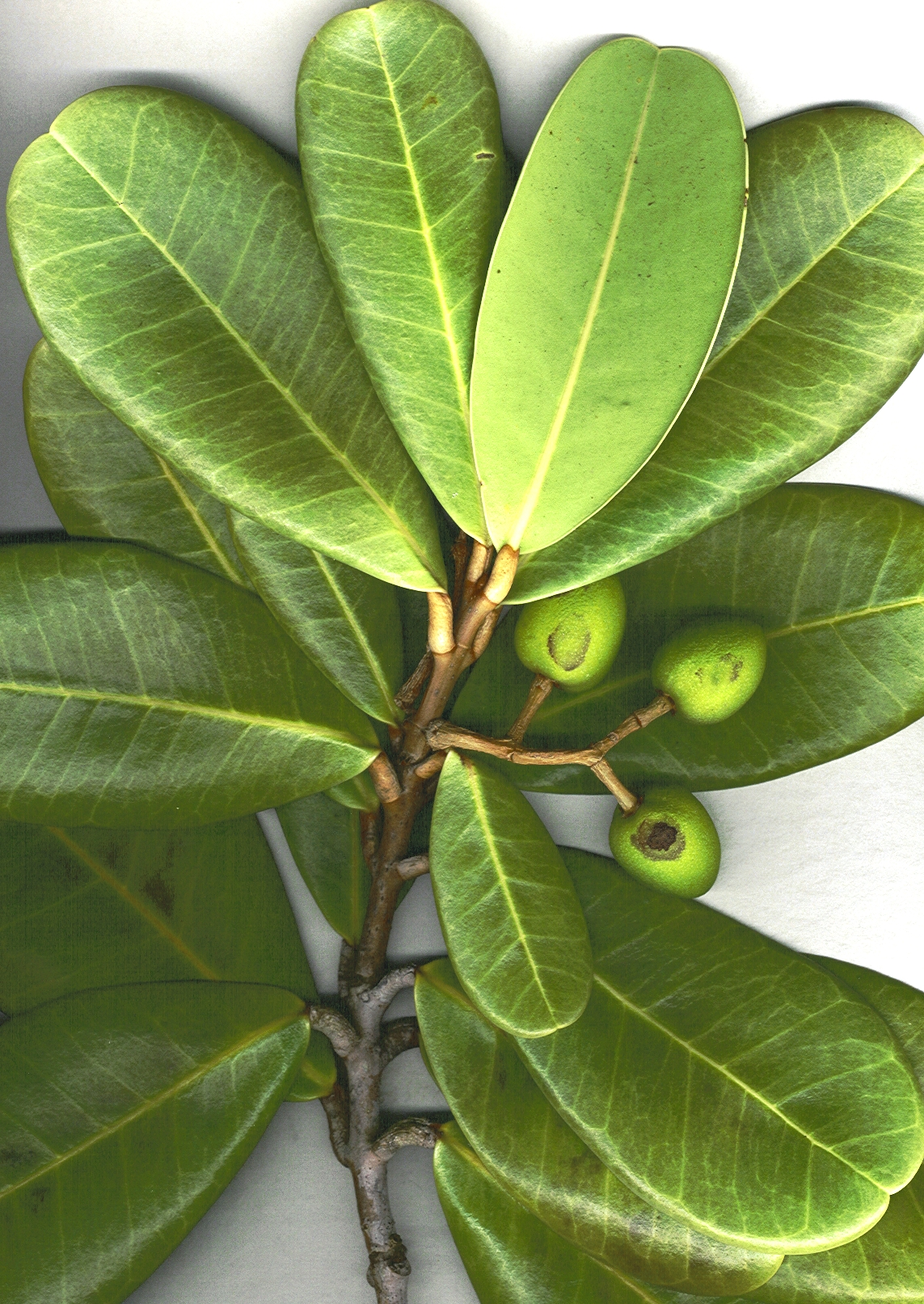
Noronhia emarginata
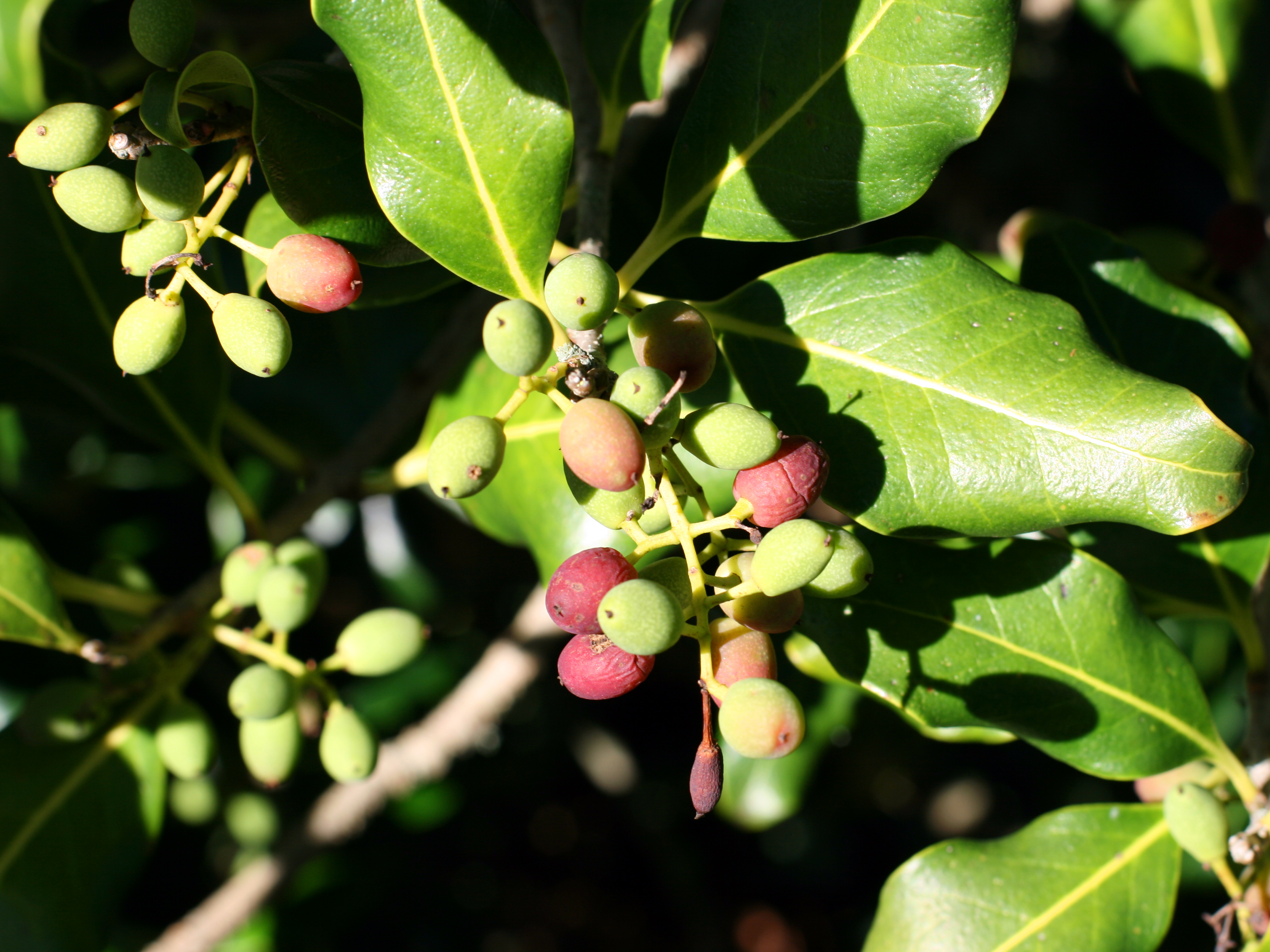
Notelaea apetala
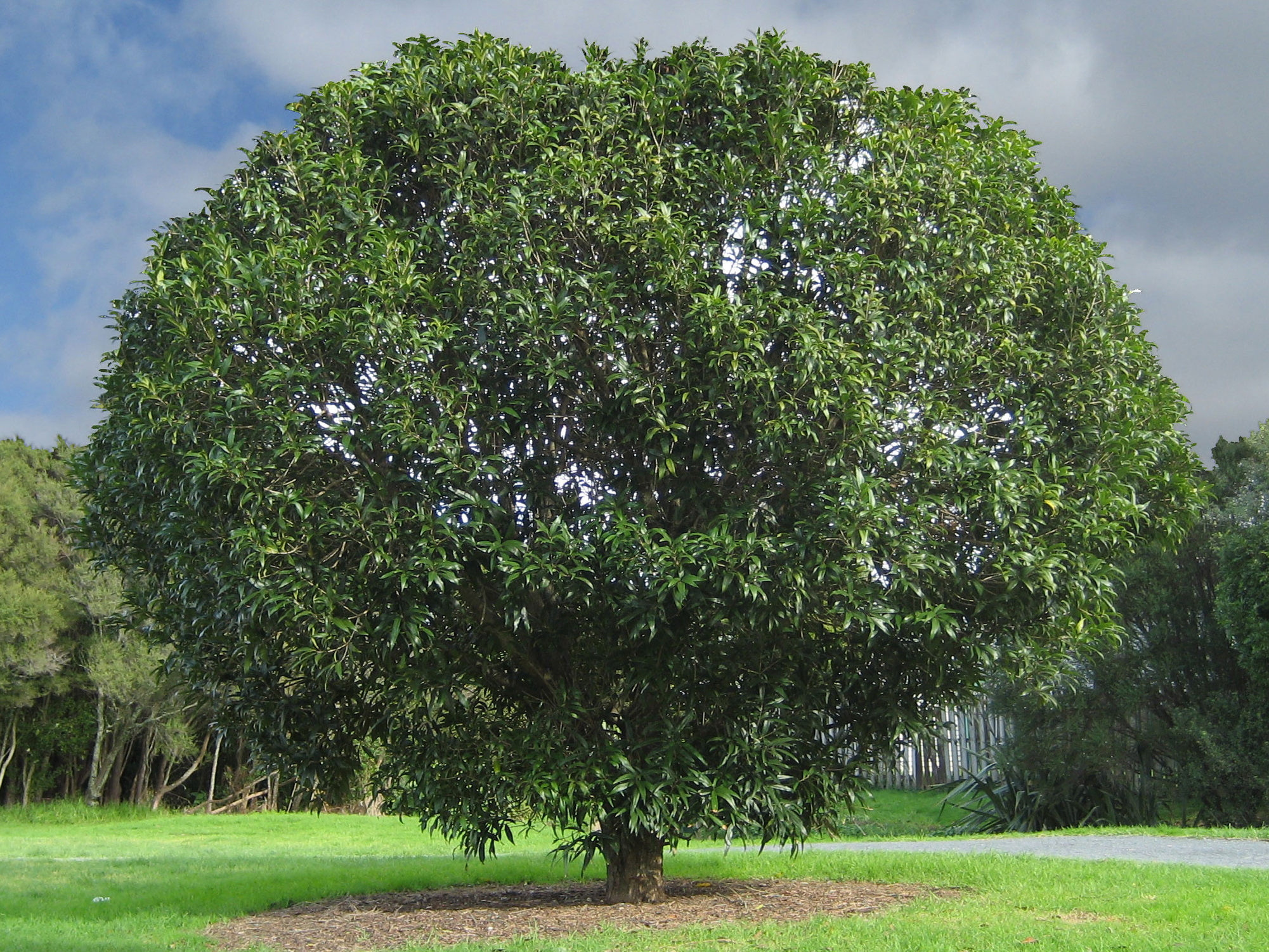
Notelaea cunninghamii
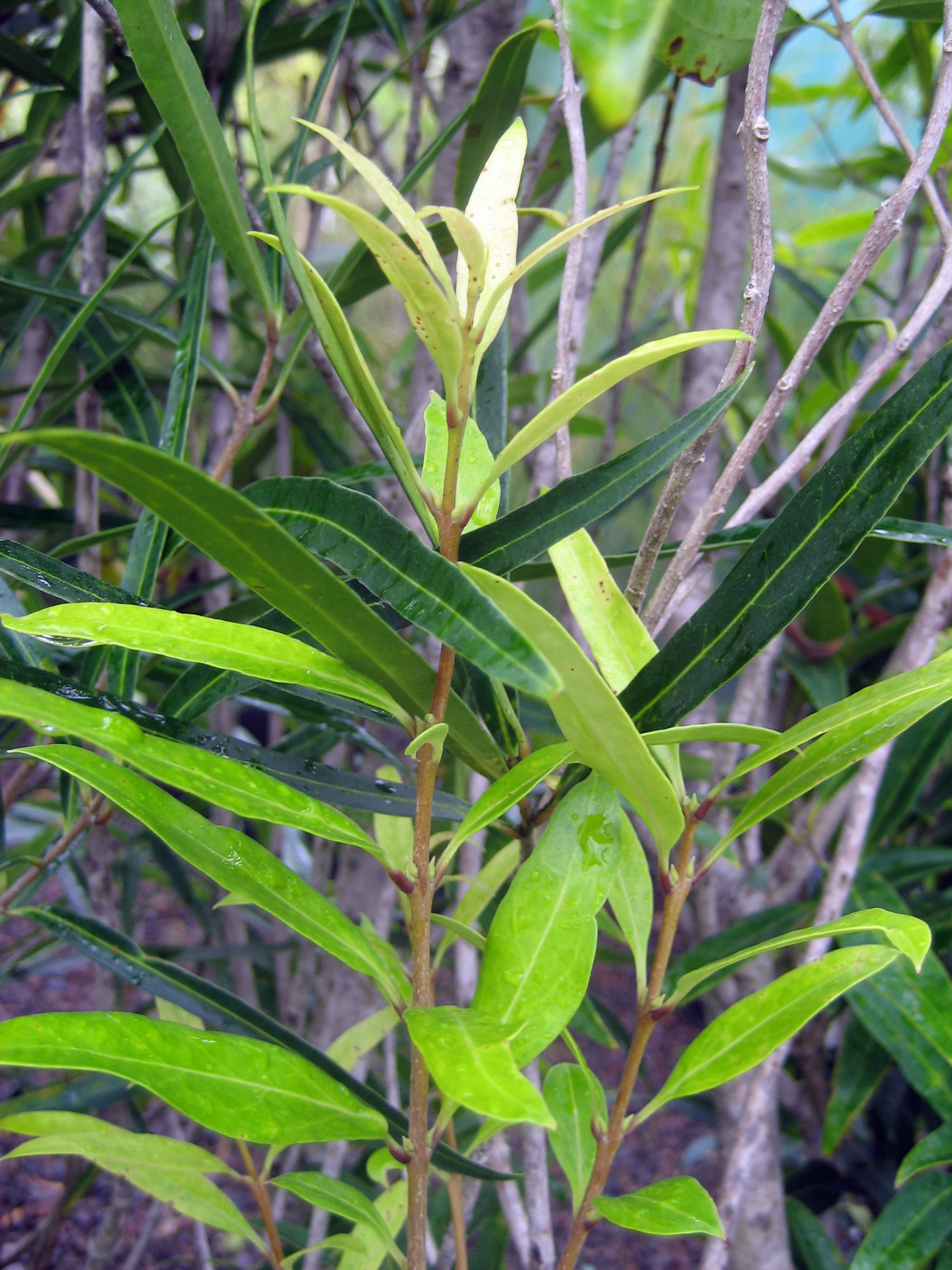
Notelaea lanceolata
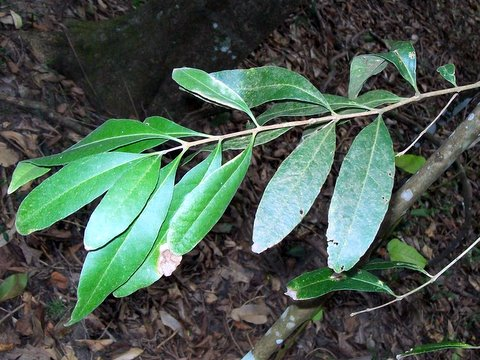
Notelaea longifolia
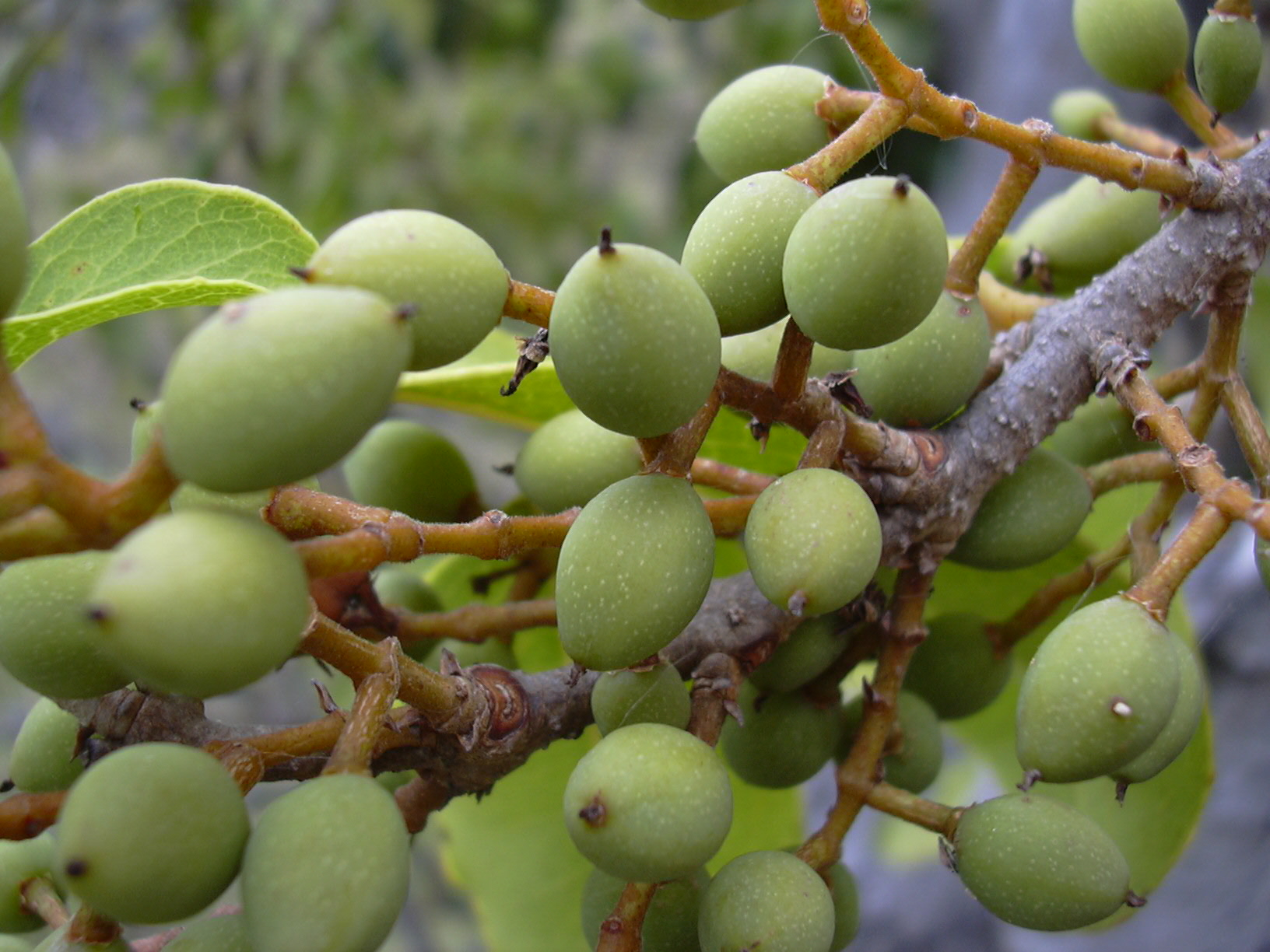
Notelaea sandwicensis
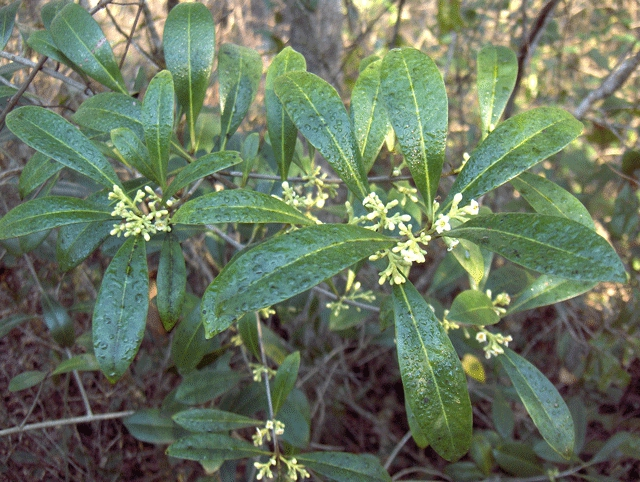
Osmanthus americanus
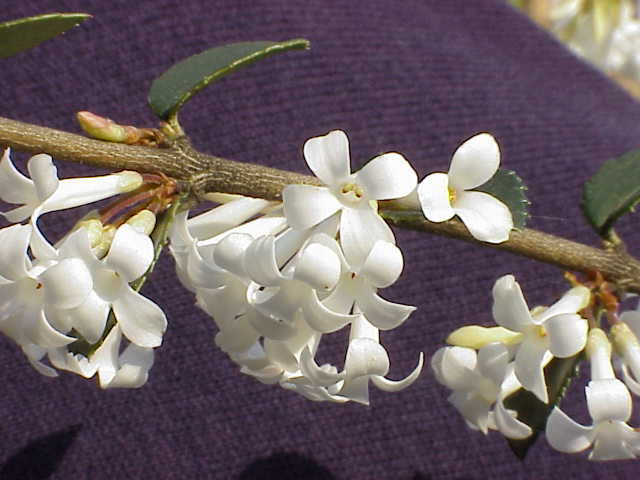
Osmanthus delavayi
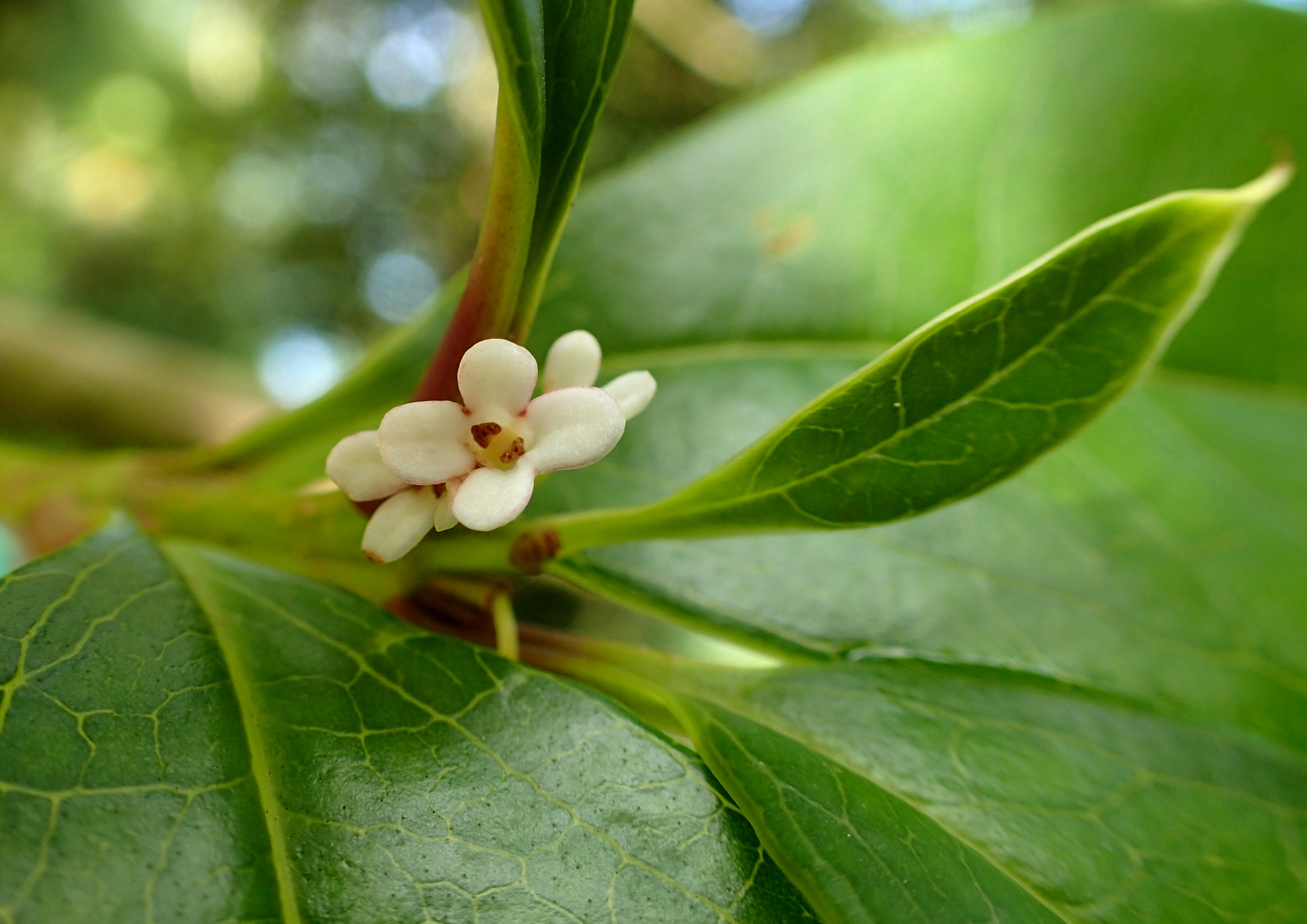
Osmanthus fragrans
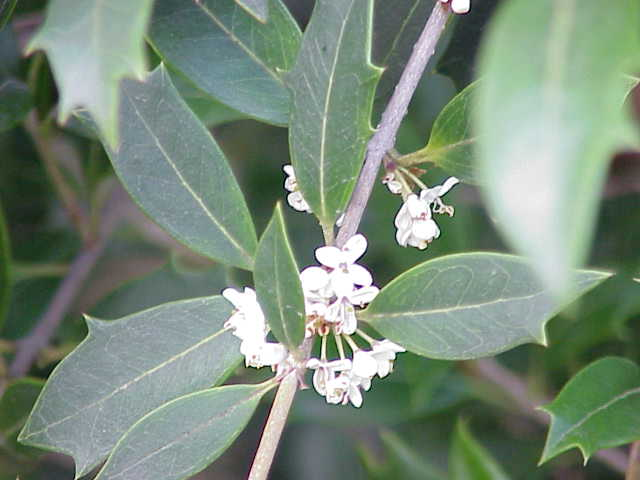
Osmanthus heterophyllus
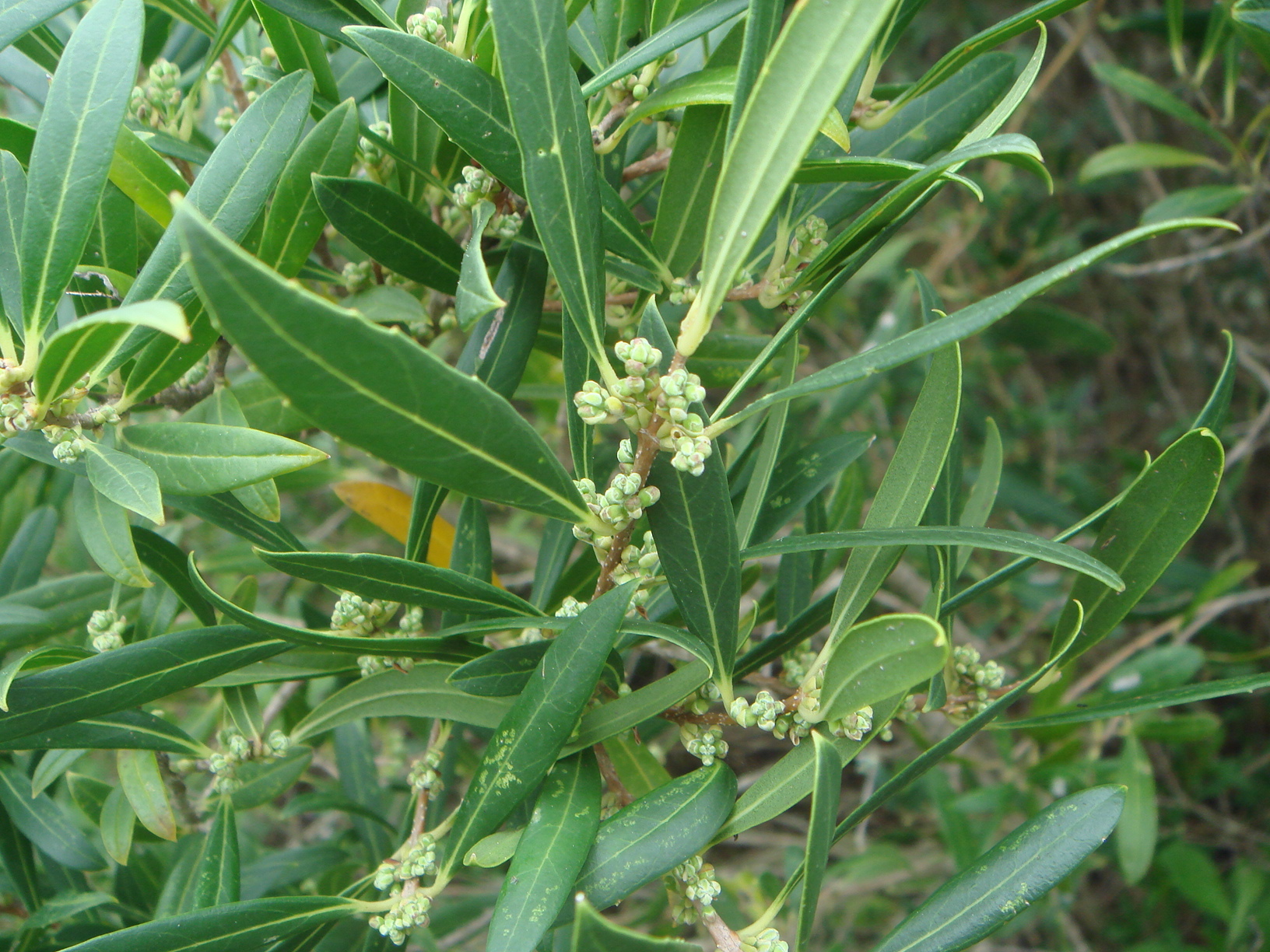
Phillyrea angustifolia
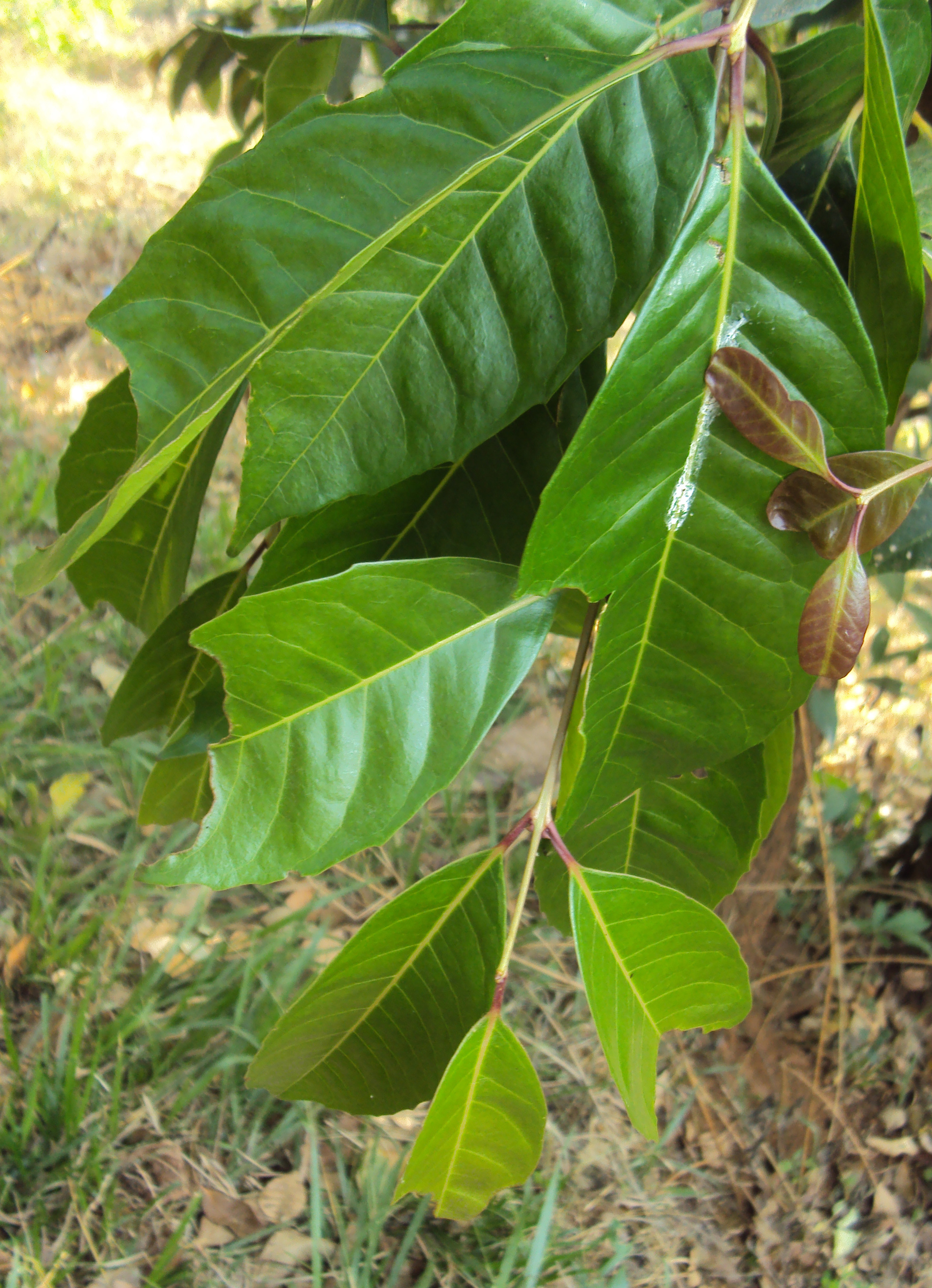
Tetrapilus dioicus
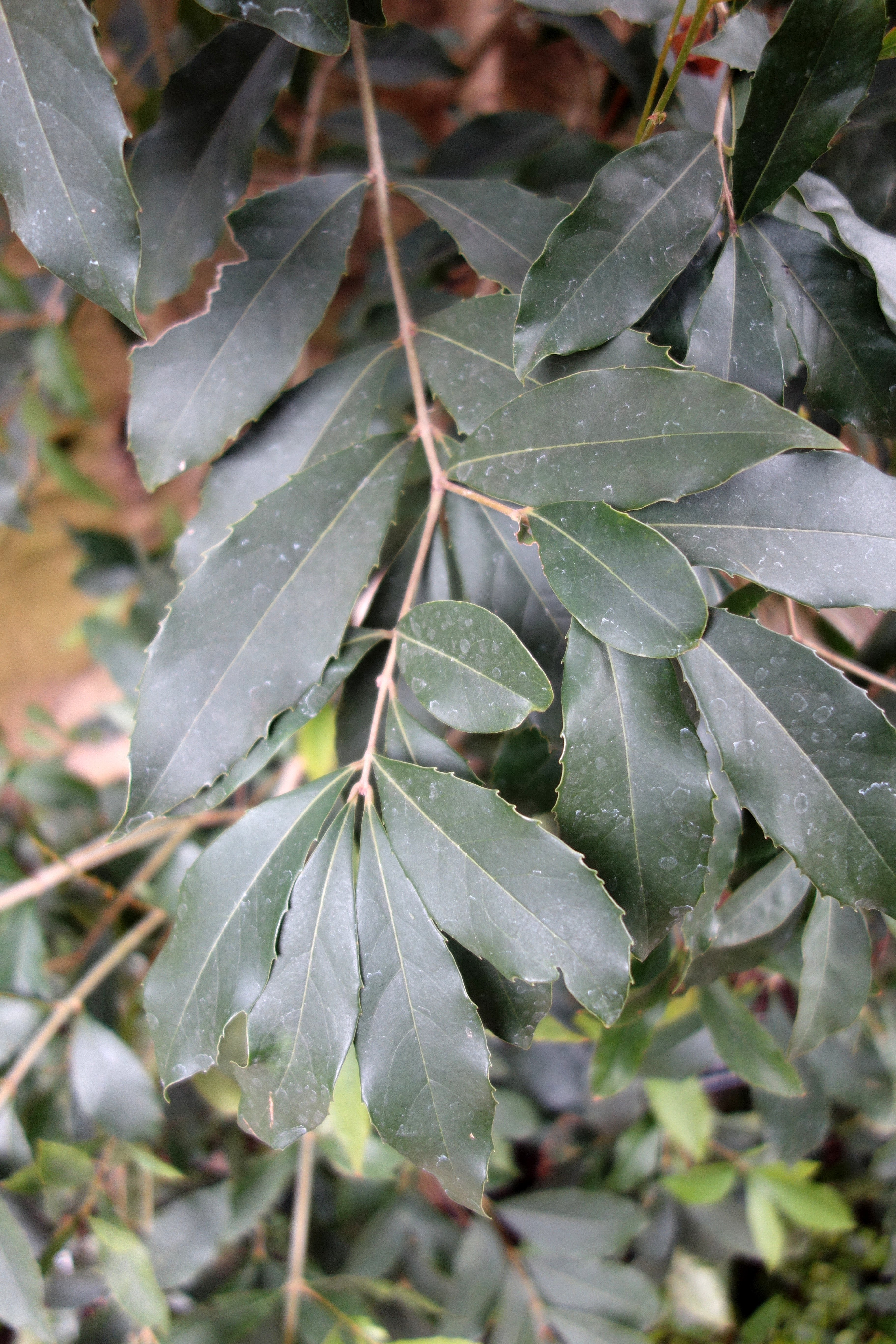
Tetrapilus tsoongii